# The First Offence
Pour plus de détails, voir Fiche technique et Distribution.
The First Offence est un film britannique réalisé par Herbert Mason, sorti en 1936. Il s'agit d'un remake du film Mauvaise Graine réalisé par Billy Wilder et Alexander Esway. 

## Fiche technique
- Titre : The First Offence
- Réalisation : Herbert Mason
- Scénario : Austin Melford (en) et Stafford Dickens (en)
- Photographie : Arthur Crabtree
- Montage : Michael Gordon
- Musique : Franz Waxman et Allan Gray
- Pays de production : Royaume-Uni
- Format : Noir et blanc - 1,37:1 - Mono
- Genre : drame
- Date de sortie : 1936

## Distribution
- John Mills : Johnnie Penrose
- Lilli Palmer : Jeanette
- Bernard Nedell : le Boss
- Michel André : Michel
- H. G. Stoker (en) : Dr Penrose
- Jean Wall : le Zèbre
- Paul Velsa : l'homme aux cacahuètes
- Marcel Maupi : l'homme au chapeau
- Judy Kelly (en) : la fille au garage
- Marcel André